# Feldkirchen (München)
Feldkirchen er en kommune i Landkreis München (Oberbayern), i den tyske delstat Bayern. Den ligger ved lufthavnen München-Riem, der indtil 1992 var Münchens hovedlufthavn. Kommunen har i de senere år udviklet sig fra en landsby til en forstadskommune til München.
Kommunen ligger ved Heimstettener See, der er en badesø, dannet efter grusgravning i området.